# Sorme
La Sorme, rivière de Saône-et-Loire, est un affluent de la Bourbince.
Sur son cours a été aménagé un barrage, le barrage de la Sorme, d'une capacité de 10 millions de m³, qui alimente en eau potable depuis les années soixante le sud de la communauté urbaine Creusot-Montceau.